# Doll's Vox
Doll's Vox（ドールズボックス）は、THE ALFEEの高見沢俊彦が2005年にサウンド・プロデュースした、総勢25人のジュニアアイドルユニットである。

## 概要
フジテレビ「SDM発i」「たかみープロジェクト」の企画で、フジテレビ721「CS発!美少女箱」で詳細に放送された。「U-15アイドル界のトップ25人の女の子たちを集めてグループ活動を展開する」当時は壮大なプロジェクトであった。

## 参加メンバー
参加した25人の多くは既にグラビア、雑誌、テレビドラマなどで活動していたが、以下22人はCDデビューした。
- 近野成美
- 丸山知紗
- 鉢嶺杏奈
- 平澤優花
- 岡本奈月
- 奥田佳菜子
- 矢口聖来
- 坂田知美
- 森絵梨佳
- 山本侑佳
- 大島優子 （→AKB48）
- 横山ルリカ（→アイドリング!!!）
- 垣内彩未
- 大倉梓
- 鈴木かすみ
- 岸果里奈
- 出村真実（現・上野真未）
- 松本夏空
- 小林万桜（→桜（もも）mint's）
- 高田彩香
- 武田梓
- 佐藤亜耶

ほか3人が参加している。
- 桐村萌絵
- 佐藤珠里
- 船越彩花

## 出演
- SDM発i（フジテレビ） 2003年10月 - 2004年3月
- SDM発l（フジテレビ） 2004年4月 - 10月
- CS発!美少女箱（フジテレビ721） 2004年11月 - 2005年3月

## ディスコグラフィー
- 「夢見るオモチャ箱～恋するdancing Doll」 (UPCH-5327) CD+DVDの2枚組

作詞・作曲：高見沢俊彦、　編曲：高見沢俊彦／本田優一郎
ユニバーサルジャパンから2005年8月10日に発売。
CDは同曲とインストゥルメンタル、DVDは同曲のPVとメンバー22人のメッセージ、それぞれを収録する。

## その後
1曲発売後、メンバーは各々の所属芸能事務所へ戻り活動した。
- 近野成美は2003年集英社「全国女子高生制服コレクション」でグランプリ、グラビアアイドル、のちに女優。
- 大島優子は2006年2月26日に所属事務所を移籍してAKB48、横山ルリカは2006年10月30日にアイドリング!!!、それぞれに加入する。2人は2008年2月4日にフジテレビ「HEY!HEY!HEY! MUSIC CHAMP」で両グループのコラボレーションユニットAKBアイドリング!!!として再び共演した。